# Rockefeller Street (песня)
«Rockefeller Street» (рус. Улица Рокфеллера) — песня в исполнении эстонской певицы Геттер Яани, с которой она представила Эстонию на конкурсе песни «Евровидение 2011», который прошёл в Дюссельдорфе, Германия.
В подтанцовке участвовали бэк-вокалом: эстонская певица и танцовщица Marilin Kongo, работавшая с группой Urban Symphony во время выступления на Евровидение 2009 с песней «Rändajad» (как бэк-вокал), певица и актриса Anna Põldvee, а также три стрит-дансера (street-dancers) Ahto Paasik, Eghert-Sören Nõmm и Ahti Kiili.
Данная композиция (вместе с исполнителем) была выбрана на голосовании телезрителей в суперфинале Eesti Laul 2011 года (второй части финала, прошедшего 26 февраля 2011 года), при 62 % против 32 % занявшей второе место группы Outloudz с композицией «I Wanna Meet Bob Dylan». Это третий сингл в карьере певицы.
Песня стала интернет-мемом благодаря Nightcore-ремиксу.

## Продолжительность
1. «Rockefeller Street» — 3:13

## Список композиций
| №  | Название             | Длительность |
| -- | -------------------- | ------------ |
| 1. | «Rockefeller Street» | 3:13         |

| №  | Название                     | Длительность |
| -- | ---------------------------- | ------------ |
| 1. | «Rockefeller Street» (Remix) | 3:58         |

## Позиция в чартах
| Чарт (2011)                                | Наилучшая Позиция |
| ------------------------------------------ | ----------------- |
| Бельгия/Фландрия (Ultratip Bubbling Under) | 40                |
| Estonian Singles Chart                     | 3                 |
| Ирландия (IRMA)                            | 44                |
| Великобритания (OCC UK Indie)              | 33                |

## История релиза
| Страна         | Дата                 | Формат           | Лейбл            |
| -------------- | -------------------- | ---------------- | ---------------- |
| Великобритания | 25 февраля 2011 года | Digital download | Moonwalk Records |